# Sitowie korzenioczepne
Sitowie korzenioczepne (Scirpus radicans Schkuhr) – gatunek roślin należący do rodziny ciborowatych (Cyperaceae). Występuje od Hiszpanii na zachodzie po Japonię na wschodzie. W Polsce jest gatunkiem rzadkim; rośnie w rozproszeniu na terenie całego kraju.

## Morfologia

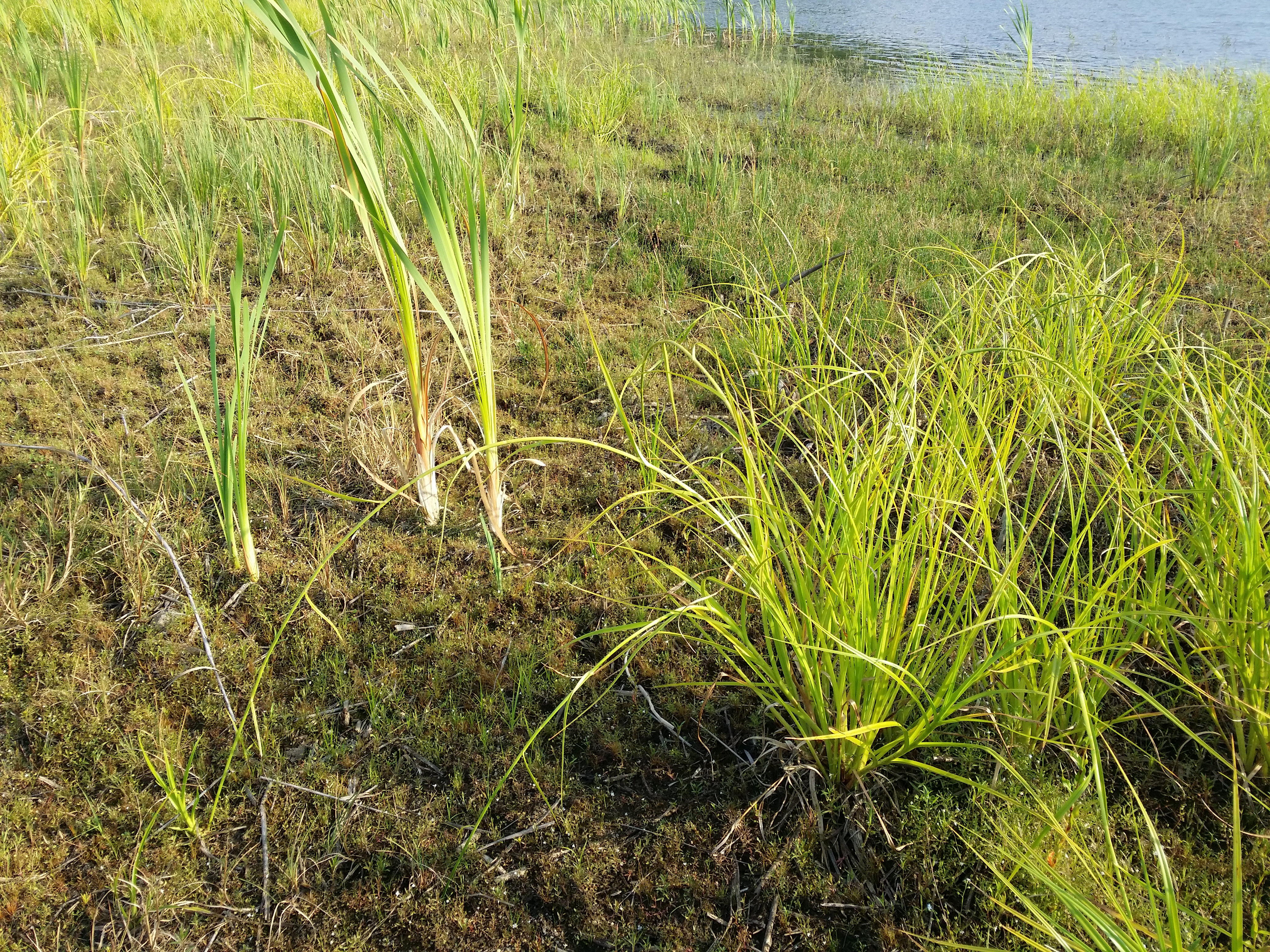
Pokrój, pędy łukowato wygięte i korzeniące się

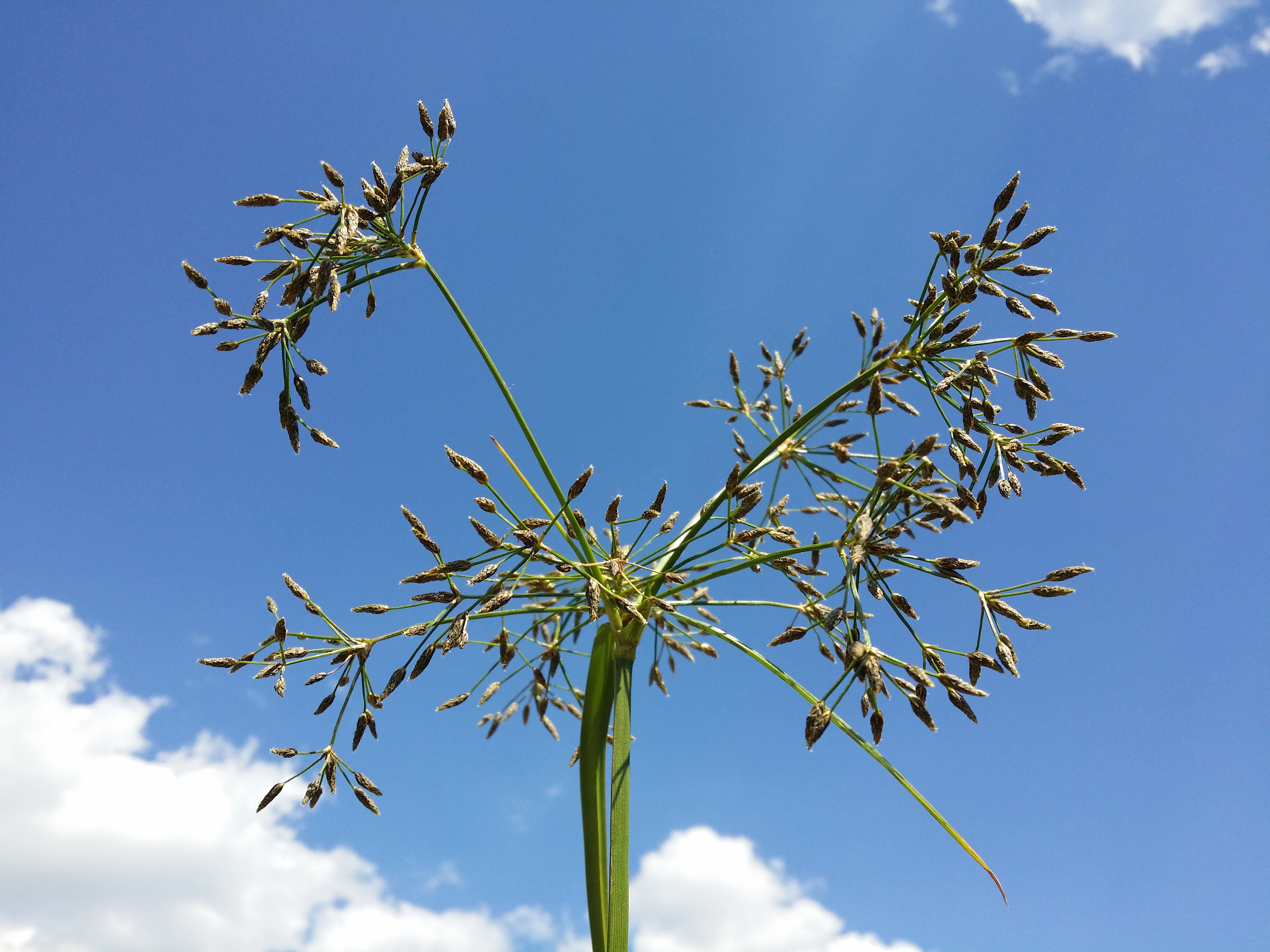
Kwiatostan

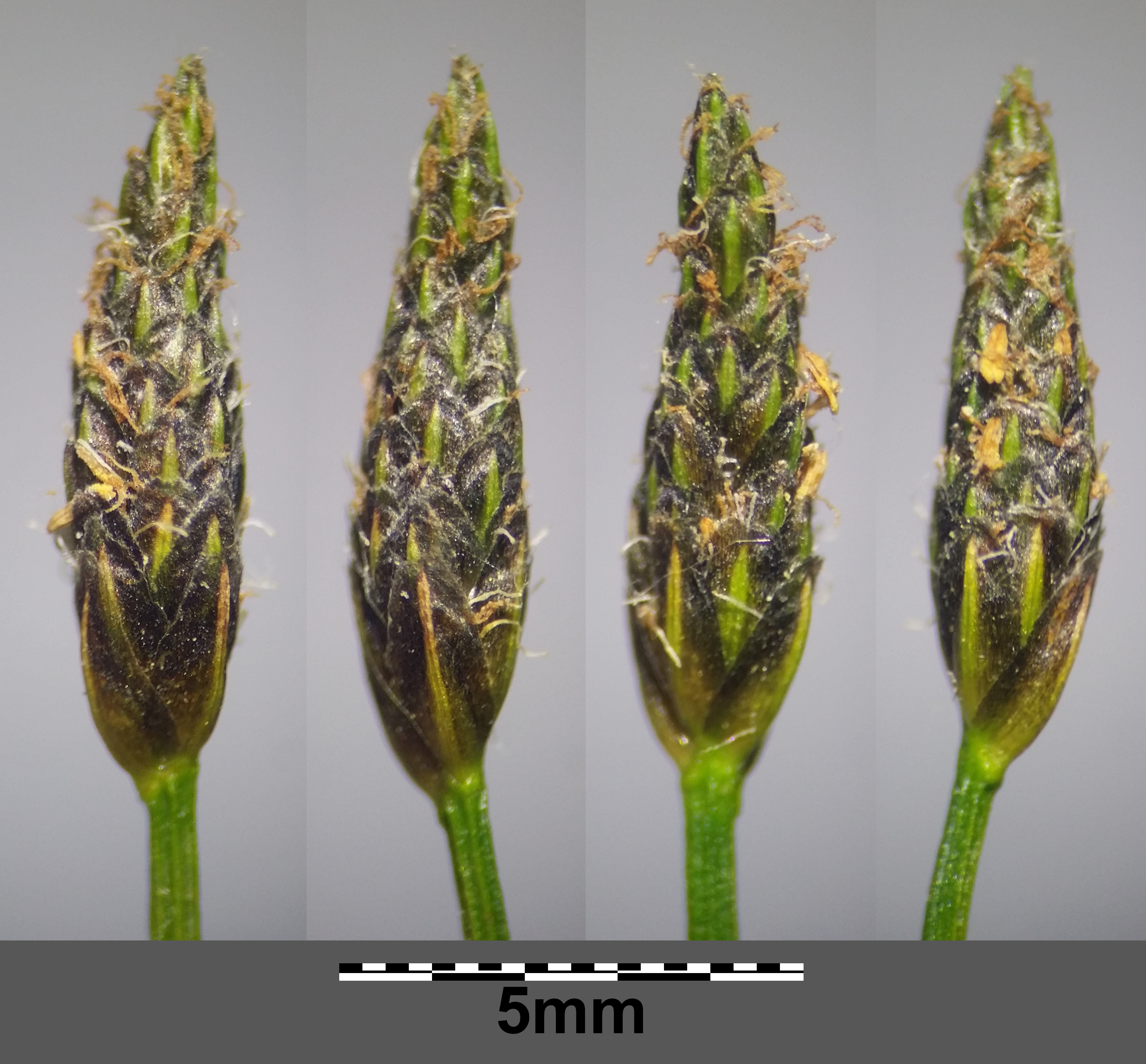
Kłoski

ŁodygaTrójkanciasta, ulistniona, Do 1 m wysokości.
LiścieDo 1 cm szerokości.
KwiatyZebrane w jajowatolancetowate, szypułkowe kłosy długości 3-7 mm. Przysadki zaokrąglone na szczycie. Szczecinki okwiatu pogięte, 2-3 razy dłuższe od owocu.

## Biologia i ekologia
Bylina, hemikryptofit. Rośnie na wilgotnych łąkach i brzegach wód. Kwitnie w czerwcu i lipcu. Liczba chromosomów 2n = 56.

## Zagrożenia
Roślina umieszczona na Czerwonej listy roślin i grzybów Polski (2006) w grupie gatunków narażonych na wymarcie (kategoria zagrożenia V). W wydaniu z 2016 roku otrzymała kategorię NT (bliski zagrożenia).